# Рыба, Крот и Свинья
«Рыба, Крот и Свинья» — пятый студийный альбом рок-группы Пилот, выпущенный 20 апреля 2004 года лейблом CD Land Group.
Критики отмечали возросшее исполнительское мастерство группы, её приближение по стилистике к металу и советскому року 1980-х. В текстах появляется социальная и политическая тематика, однако из-за излишней прямолинейности они ориентированы преимущественно на аудиторию подросткового возраста.
Пластинка посвящена трём главным демонам, захватывающим человека в плен погибели — Страх, Ложь и Воровство.
В 2019 году альбом был перезаписан в честь своего 15-летия и издан лейблом Kapkan Records.

## Список композиций
| №                   | Название                      | Длительность |
| ------------------- | ----------------------------- | ------------ |
| 1.                  | «Рок»                         | 4:15         |
| 2.                  | «Вольная птица»               | 3:30         |
| 3.                  | «Блюз»                        | 3:27         |
| 4.                  | «Шнурок»                      | 4:00         |
| 5.                  | «Ждите солнца»                | 3:21         |
| 6.                  | «Роза ветров»                 | 4:41         |
| 7.                  | «Когда ты вернешься»          | 5:04         |
| 8.                  | «Неродина»                    | 3:31         |
| 9.                  | «Терроризм»                   | 4:09         |
| 10.                 | «Королевство»                 | 5:24         |
| 11.                 | «Кали Юга»                    | 4:42         |
| 12.                 | «Рыба, крот и свинья»         | 5:59         |
| 13.                 | «Мультимедийный трек» (бонус) | 9:57         |
| Общая длительность: | Общая длительность:           | 52:03        |

## Участники записи
| группа Пилот - Илья «Чёрт» Кнабенгоф — вокал, гитара - Роман Чуйков — гитара - Станислав «Стасики» Марков — бас-гитара - Макс «Йорик» Юрак — семплер, скрипка, клавиши - Николай Лысов — барабаны Дополнительные музыканты - Михаил Семёнов (группа «Декабрь») — вокал - Анастасия Макарова (группа «Ступени») — вокал - Александр Конвисер (группа «Бригадный подряд») — вокал - Игорь «Игги» Скалдин — гитары - Андрей Иванов — гитары | Производственный персонал - Сергей Большаков — звукоинженер - Татьяна Данилина — звукоинженер - Дэн Юровский — звукоинженер - Михаил Кольчугин — звукоинженер - Алексей Добровольский — звукоинженер - Александр Мартисов — звукоинженер - Андрей Алякринский — консультант по производству - Олег Волков — консультант по производству |